# Ausführliches Lexikon der griechischen und römischen Mythologie

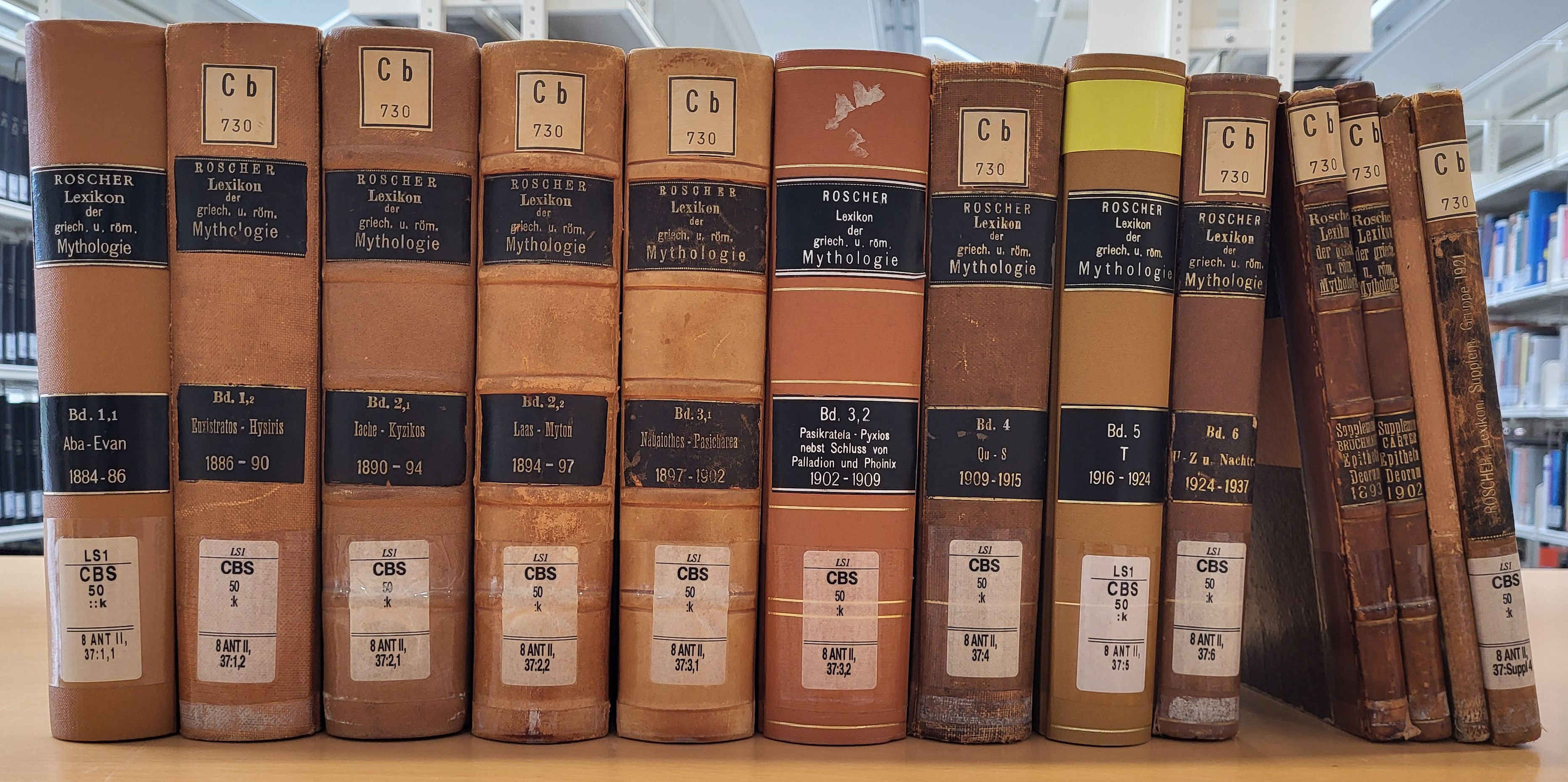
Erstausgabe der 13 Bände (9 Teilbände und 4 Supplemente) von Roscher mythologischem Lexikon

Das Ausführliche Lexikon der griechischen und römischen Mythologie ist ein mehrbändiges Fachlexikon zur antiken Mythologie.

## Geschichte und Beschreibung
Das Ausführliche Lexikon der griechischen und römischen Mythologie wurde 1884 von dem Altphilologen und Gymnasiallehrer Wilhelm Heinrich Roscher begründet und unter Hinzuziehung zahlreicher Fachwissenschaftler in sechs Bänden ausgeführt. Das Ziel des Projektes war, die griechischen und römischen Mythen und Kulte möglichst objektiv und vollständig darzustellen. Die Artikel des Lexikons wurden überwiegend von im Schuldienst stehenden Altphilologen verfasst, hinzu kamen eine Reihe an Universitäten tätige Gelehrte.
Einen Ersatz fand das Werk erst durch das Lexicon Iconographicum Mythologiae Classicae (1981–1999), ist jedoch für philologische und forschungsgeschichtliche Fragen noch immer ein wertvolles Nachschlagewerk.

## Erscheinungsverlauf
Das Lexikon ist in 6 Bände aufgeteilt, von denen Band 1 bis 3 jeweils aus zwei Teilbänden (Abteilungen) bestehen. Ursprünglich erschien das Lexikon im B. G. Teubner Verlag in Leipzig in Lieferungen (Heften), die schließlich zu vollständigen Bänden gebunden wurden. Zunächst erschienen diese Lieferungen in rascher Folge, mit bis zu fünf Lieferungen pro Jahr. Später reduzierte sich der Fortschritt auf ein bis zwei Lieferungen jährlich. Der Herausgeber äußerte sich gelegentlich im Vorwort zu diesen Verzögerungen, wobei er auch einzelne Mitarbeiter nannte, die durch verspätetes Einreichen ihrer Beiträge den Druck aufgehalten hatten.
Auch während des Ersten Weltkriegs und der folgenden Wirtschaftskrise ging die Arbeit am Lexikon unter erschwerten Bedingungen weiter. Nach dem Tod des Herausgebers Roscher 1923 gewann der Verlag den Philologen Konrat Ziegler, damals Professor an der Universität Breslau, für die Vollendung des Werkes ab dem Stichwort „Tyche“. Von 1925 bis 1936 trat eine längere Pause ein, bis Ziegler nach seiner Entlassung aus dem Hochschuldienst und seinem Umzug nach Berlin das Lexikon mit den (Doppel-)Lieferungen 100 bis 107 abschloss.
- Band 1, Abteilung 1: Aba–Evan (1884–1886)
  - Lieferung 1: Aba–Aiolos (1884)[2][3]
  - Lieferung 2: Aiolos–Anios (1884)[4][3]
  - Lieferung 3: Anios–Ariadne (1884)[5][3]
  - Lieferung 4: Ariadne–Atlas (1884)[6]
  - Lieferung 5: Atlas–Chloris (1884)[7]
  - Lieferung 6: Chloris–Dionysos (1885)[8]
  - Lieferung 7: Dionysos–Eneugamos (1885)[9]
  - Lieferung 8: Engyeus–Euphrosyne (1885)[10]
  - Lieferung 9: Euphrosyne–Ganymedes (1886)[11]
- Band 1, Abteilung 2: Euxistratos–Hysiris. Vorläufige Nachträge zu Band 1 (1886–1890)[12]
  - Lieferung 10: Ganymedes–Gryps (1886)[13]
  - Lieferung 11: Gryps–Hektor (1887)[14]
  - Lieferung 12: Hektor–Hera (1887)[15]
  - Lieferung 13: Hera–Hermanubis (1888)[16]
  - Lieferung 14: Hermanubis–Heros (1889)[17]
  - Lieferung 15: Heros–Hippomenes (1889)[18]
  - Lieferung 16/17: Hippomenes–Hysminos (1890)[19]
- Band 2, Abteilung 1: Iache–Kyzikos (1890–1894)
  - Lieferung 18: Iache–Indigitamenta (1890)[20]
  - Lieferung 19: Indigitamenta–Iris (1891)[21]
  - Lieferung 20: Iris–Isis (1891)[22]
  - Lieferung 21: Isis–Iuppiter (1892)[23]
  - Lieferung 22: Iuppiter–Kadmos (1892)[24]
  - Lieferung 23: Kadmos–Kelaino (1892)[25]
  - Lieferung 24: Kelainos–Klyto (1893)[26]
  - Lieferung 25: Klytodora–Krataiis (1893)[27]
  - Lieferung 26: Krateanos–Kureten (1893)[28]
  - Lieferung 27: Kureten–Kyrios (1893)[29]
  - Lieferung 28: Kyrios–Leaneira (1894)[30]
- Band 2, Abteilung 2: Laas–Myton (1894–1897)
  - Lieferung 29: Learchos–Loxias (1894)[31]
  - Lieferung 30: Loxo–Μάλικα (1895)[32]
  - Lieferung 31: Malis–Medeia (1895)[33]
  - Lieferung 32: Medeia–Memnon (1896)[34]
  - Lieferung 33: Memnon–Mercurius (1896)[35]
  - Lieferung 34: Mercurius–Min (1897)[36]
  - Lieferung 35: Min–Mondgöttin (1897)[37]
  - Lieferung 36: Mondgöttin–Myton (1897)[38]
- Band 3, Abteilung 1: Nabaiothes–Pasicharea (1897–1902)
  - Lieferung 37: Nabaiothes–Nemesis (1898)[39]
  - Lieferung 38: Nemesis–Nike (1898)[40]
  - Lieferung 39: Nike–Numitor (1899)[41]
  - Lieferung 40: Numitor–Odysseus (1899)[42]
  - Lieferung 41: Odysseus–Oinotrophoi (1899)[43]
  - Lieferung 42: Oinotros–Orestes (1900)[44]
  - Lieferung 43: Orestes–Orpheus (1901)[45]
  - Lieferung 44: Orpheus–Pales (1901)[46]
  - Lieferung 45: Palikoi–Pan (1901)[47]
  - Lieferung 46: Pan–Paris (1902)[48]
  - Lieferung 47: Paris–Peirithoos (1902)[49]
- Band 3, Abteilung 2: Pasikrateia–Pyxios nebst Schluß von Palladion und Phoinix (1902–1909)
  - Lieferung 48: Peirithoos–Penetrales (4. Juni 1903)[50]
  - Lieferung 49/50: Penia–Phalaritis (21. September 1903)[50]
  - Lieferung 51: Phalas–Phoinissa (20. Mai 1904)[50]
  - Lieferung 52: Phoinix–Pleiones (7. September 1905)[50]
  - Lieferung 53: Pleiones–Polyxena (13. September 1906)[50]
  - Lieferung 54: Polyxena–Poseidon (15. Januar 1907)[50]
  - Lieferung 55: Poseidon–Prometheus (14. Mai 1907)[50]
  - Lieferung 56: Prometheus–Psychagogos (30. Juli 1907)[50]
  - Lieferung 57: Psyche–Pyrrhos (3. September 1908)[50]
  - Lieferung 58: Pyrrhos–Pyxios nebst Schluß von Palladion und Phoinix (9. Februar 1909)
- Band 4: Qu–S (1909–1915)[51]
  - Lieferung 59: Quadriformis–Roma (9. Februar 1909)[52]
  - Lieferung 60: Roma–Sandas (30. Juni 1909)[53]
  - Lieferung 61: Sandas–Satyros (14. Januar 1910)[54]
  - Lieferung 62: Satyros–Seixomnia (31. Mai 1910)[55]
  - Lieferung 63: Seixomnia–Sibylla (22. Dezember 1910)[56]
  - Lieferung 64: Sibylla-Sisyphos (7. Juli 1911)[57]
  - Lieferung 65: Sisyphos–Sokar (24. Mai 1912)[58]
  - Lieferung 66/67: Sokar–Sphragitides (18. Juli 1913)[59]
  - Lieferung 68: Sphyromachos–Summanus (17. März 1914)[60]
  - Lieferung 69: Nicht erschienen.[61]
  - Lieferung 70: Summanus–Tan (12. Januar 1915)[62]
- Band 5: T (1916–1924)
  - Lieferung 71: Tanagra–Teiresias (7. Januar 1916)[63]
  - Lieferung 72: Teiresias–Telephos (30. November 1916)[64]
  - Lieferung 73: Telephos–Teukros (9. Oktober 1917)[65]
  - Lieferung 74/75: Teukros–Themis (13. August 1918)[66]
  - Lieferung 76/77: Themis–Theseus (5. Juni 1919)[67]
  - Lieferung 78/79: Theseus–Thoth (20. Juli 1920)[68]
  - Lieferung 80/81: Thoth–Tinia (10. Februar 1922)[69]
  - Lieferung 82/83: Tinia–Trapezeus (8. August 1922)[70]
  - Lieferung 84/85: Traumgott–Troilos (20. Dezember 1922)[71]
  - Lieferung 86/87: Troilos–Tyche (25. April 1923)[72]
  - Lieferung 88/89: Tyche–Theogonien (10. Januar 1924)[73]
  - Lieferung 90/91: Theogonien–Tyrrhenia (5. März 1924)[74]
- Band 6: U–Z und Nachträge (1924–1937)[75]
  - Lieferung 92/93: U–Usire (1. September 1924)[76]
  - Lieferung 94/95: Usire–Vesta (10. Januar 1925)[77]
  - Lieferung 96/97: Vesta–Weltalter (10. Juli 1925)[78]
  - Lieferung 98/99: Weltalter–Windgötter (20. November 1925)[79]
  - Lieferung 100/101: Windgötter–Zeus (6. September 1934)[80]
  - Lieferung 102/103: Zeus–Zwölfgötter (3. September 1936)[81]
  - Lieferung 104/105: Zwölfgötter–Sternbilder (26. Juni 1937).[82]

Dazu erschienen vier Supplementbände:
- Supplementband 1: Karl Friedrich Bruchmann: Epitheta deorum quae apud poetas graecos leguntur. Leipzig 1893
- Supplementband 2: Jesse Benedict Carter: Epitheta deorum quae apud poetas latinos leguntur. Leipzig 1902
- Supplementband 3: Ernst Hugo Berger: Mythische Kosmographie der Griechen. Leipzig 1904
- Supplementband 4: Otto Gruppe: Geschichte der Klassischen Mythologie und Religionsgeschichte. Leipzig 1921

In der Zeit nach dem Zweiten Weltkrieg erschienen mit Genehmigung des Teubner-Verlags drei reprografische Nachdrucke von Roschers Lexikon im Georg Olms Verlag in den Jahren 1965, 1977/1978 und 1992/1993.

## Mitarbeiter
Eine vollständige Liste aller Mitarbeiter wurde nie publiziert. Lediglich im ersten Band findet sich auf S. VI eine Aufzählung der Mitarbeiter an diesem Band.
A
Emil Aust
B
Karl Bapp
• Julius Adolf Bernhard
• Oscar Bie
• Theodor Birt
• Leo Bloch
• Karl Friedrich Bruchmann
• Walter Bubbe
• Heinrich Bulle
• Karl Buslepp
C
Jesse Benedict Carter
• Otto Crusius
• Franz Cumont
D
Wilhelm Deecke
• Friedrich Deneken
• Ludwig Deubner
• Franz Dornseiff
• Friedrich Reinhold Dressler
• Wilhelm Drexler
E
Theodor Eisele
• Richard Engelmann
• Alexander Enmann
F
Ernst Fabricius
• Eugen Fehrle
• Eva Fiesel
• Adam Flasch
• Curt [Heinrich] Fleischer
• Reinhold Franz
• Paul Friedländer
• Adolf Furtwängler
G
Rudolf Gaedechens
• Paul Glässer
• Wilhelm Greve
• Otto Gruppe
• Wilhelm Gundel
H
Franz Hannig
• Ferdinand Haug
• Johannes Hugo Helbig
• Paul Herrmann
• Paul Hirsch
• Otto Höfer
• Richard Holland
I
Max Ihm
• Johannes Ilberg
• Otto Immisch
J
Alfred Jeremias
• Otto Jessen
K
Johann Baptist Keune
• Joseph Klek
• Adolf Klügmann
• Georg Knaack
• Kreuzer
• Heinrich Küentzle
• Ernst Kuhnert
L
Hans Lamer
• Carl Friedrich Lehmann-Haupt
• Max Lehnerdt
• Wilhelm Lermann
• Heinrich Lewy
• Reinhold von Lichtenberg
• Balduin Lorentz
M
Robert Mackrodt
• Maximilian Mayer
• Otto Meltzer
• Eduard Meyer
• Elard Hugo Meyer
O
Georg Oertel
• Kurt Orinsky
• Hermann Ostern
• Walter F. Otto
P
Carl Pauli
• W. Pauli
• Rudolf Peter
• Friedrich Pfister
• Richard Pietschmann
• Karl Pilling
• Karl Preisendanz
• August Preuner
• August Procksch
• Karl Purgold
Q
Fritz Quilling
R
Adolf Rapp
• August Reifferscheid
• Franz Richter
• Günther Roeder
• Wilhelm Heinrich Roscher
• Otto Rossbach
• Otto Rubensohn
• Ludwig Ruhl
S
Bruno Sauer
• Christian Scherer
• Willy Scheuer
• Adolf Schirmer
• Johannes Schmidt
• Theodor Schreiber
• August Schultz
• Wolfgang Schultz
• Eduard Schwartz
• Friedrich Schwenn
• Konrad Seeliger
• Johannes Sieveking
• Georg Steindorff
• Hermann Steuding
• Heinrich Wilhelm Stoll
• Franz Studniczka
• Ludwig von Sybel
T
Eduard Thraemer
• Karl Tümpel
• Gustav Türk
V
Julius Vogel
• Friedrich Adolf Voigt
W
Richard Wagner
• Otto Waser
• Georg Weicker
• Otto Weinreich
• Paul Weizsäcker
• Ludwig Weniger
• Konrad Wernicke
• Sam Wide
• Erich Wilisch
• Georg Wissowa
• Oswald Wolff
• Emil Wörner
• Richard Wünsch
Z
Konrat Ziegler